# Модена
Мо́дена (итал. Modena, эмил.-ром. Mòdna, лат. Mutina) — город в итальянской области Эмилия-Романья, административный центр одноимённой провинции. Расположен северо-западнее Болоньи, между реками Секкья и Панаро.
Покровителем города почитается святой Геминиан Моденский, празднование 31 января.

## История
Город Мутина, предшествовавший Модене, упомянут впервые во время войн римлян с цизальпинскими галлами. В 183 году до н. э. Мутина стала римской колонией на Эмилиевой дороге; в 78 году за её валами сражался Марк Юний Брут Старший (отец знаменитого Брута) против Помпея, а в 44 году — другой Брут, Децим — против Антония (Мутинская война). 
Во время нашествия Аттилы, и последовавших за тем войн, город был несколько раз разрушен, пока наконец в VIII веке жители не покинули его совершенно и не основали поблизости другое поселение.
В IX веке он был возобновлён архиепископом Ледонием и с тех пор находился под управлением духовенства, пока в XI веке на него не распространила свою власть маркграфиня Матильда Каносская. 
К концу XII века Модена была уже самостоятельной общиной, довольно быстро распространившей свою власть на окрестности. В 1175 году был основан, одним из первых в Европе, университет Модены, сразу же вступивший в соперничество с университетом Болоньи. Это соперничество не ограничилось только областью науки: в 1249 году армии двух городов встретились на поле сражения, и Модена была разбита.

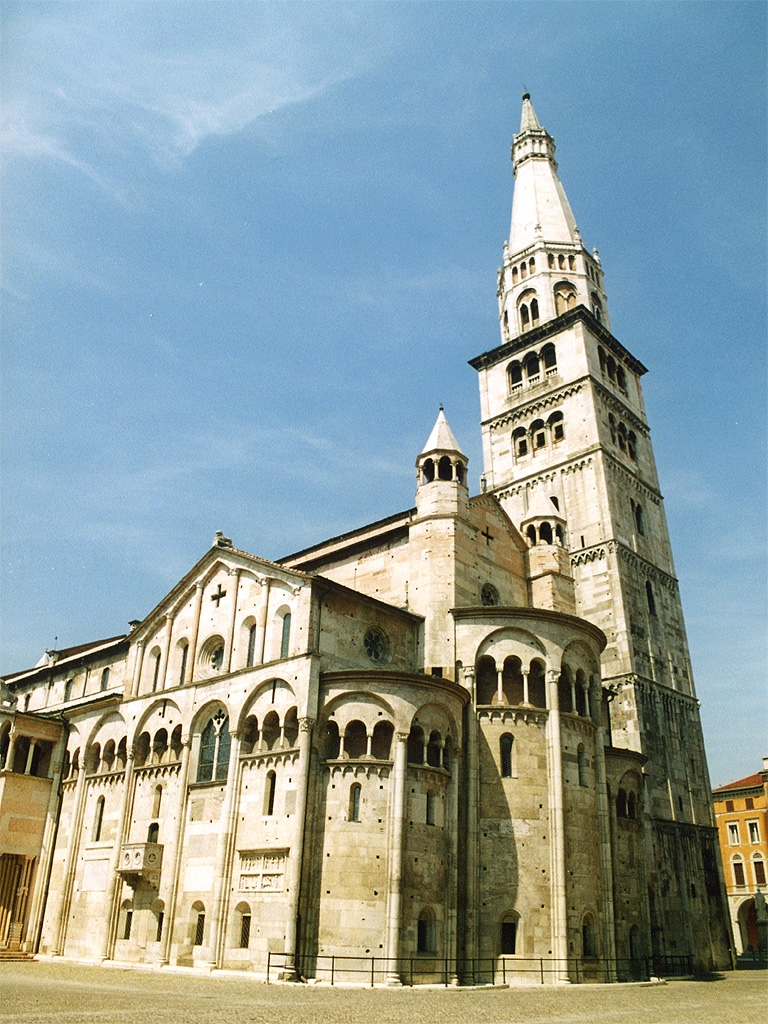
Моденский собор и его колокольня.

Во время войны Фридриха II и Григория IX Модена выступила на стороне императора, хотя гвельфская партия была в ней достаточно сильна, чтобы обратить страну в арену постоянной борьбы. 
В 1288 году власть над Моденой захватила ветвь дома Вельфов — семья Эсте, — представители которой правили городом до самого Рисорджименто. Первым правителем из этой династии был Обиццо д’Эсте; после смерти его наследника (1308), Модена ненадолго получила самостоятельность, но затем Эсте восстановили свою власть.
В 1452 году Фридрих III даровал Эсте титул герцогов Модены и Реджио. Столицей этой области был в то время город Феррара, впоследствии перешедший к папе римскому, который в 1510—1527 годах владел и самой Моденой. Границы герцогства менялись: дому Эсте разными способами удалось присоединить княжество Мирандолу, герцогства Новеллару и Масса-Каррару. В 1796 году последний герцог из династии Эсте, Эрколе III Ринальдо, вследствие нашествия французов бежал из Модены, которая была включена в состав Циспаданской, а потом и Цизальпинской республики.
В вознаграждение за утраченное владение герцог получил по Люневильскому миру Брейсгау, которое в 1803 году унаследовали от него его дочь и её муж, эрцгерцог Карл-Антон-Иосиф-Фердинанд, потомки которого, будучи по крови Габсбургами Лотарингского дома, приняли в знак уважения к предкам по материнской линии наименование д’Эсте. 
К герцогству Моденскому в 1829 году вновь была присоединена Масса-Каррара, в 1847 году — часть герцогства Луккского и Гвасталла. В 1859 году Модена примкнула к объединённой Италии.
9 января 1950 года в Модене произошёл расстрел демонстрации рабочих предприятия «Объединённые сталелитейные заводы», погибло 6 человек и около 200 были ранены.

## Достопримечательности
Основные достопримечательности Модены расположены на центральной площади Пьяцца-Гранде — Кафедральный собор Модены (освящён в 1184 году, Вознесения Девы Марии и Геминиана Моденского) в романском стиле и примыкающая к нему высокая, слегка отклоняющаяся от вертикальной оси (наподобие знаменитой Пизанской башни) колокольня (1319). Эта кампанила, известная под местным названием «Гирландина», стала символом города.
Барочный Дворец герцогов был заложен в 1634 году на месте средневекового замка д’Эсте; ныне в нём военная академия. В Палаццо музеев размещаются пять местных музеев разных направлений и картинная галерея герцогов Эсте, в которой находятся полотна Пьеро делла Франческа, Андреа Мантенья, Козимо Тура, Тициана и некоторых других мастеров итальянского Ренессанса. 
В том же здании находится библиотека Эсте, основанная в Ферраре в 1393 году и известная своим собранием средневековых манускриптов, а также планисферой Кантино.
Средневековые стены Модены (не сохранились, на их месте бульвары) придают городу форму пятиугольника.

## Галерея

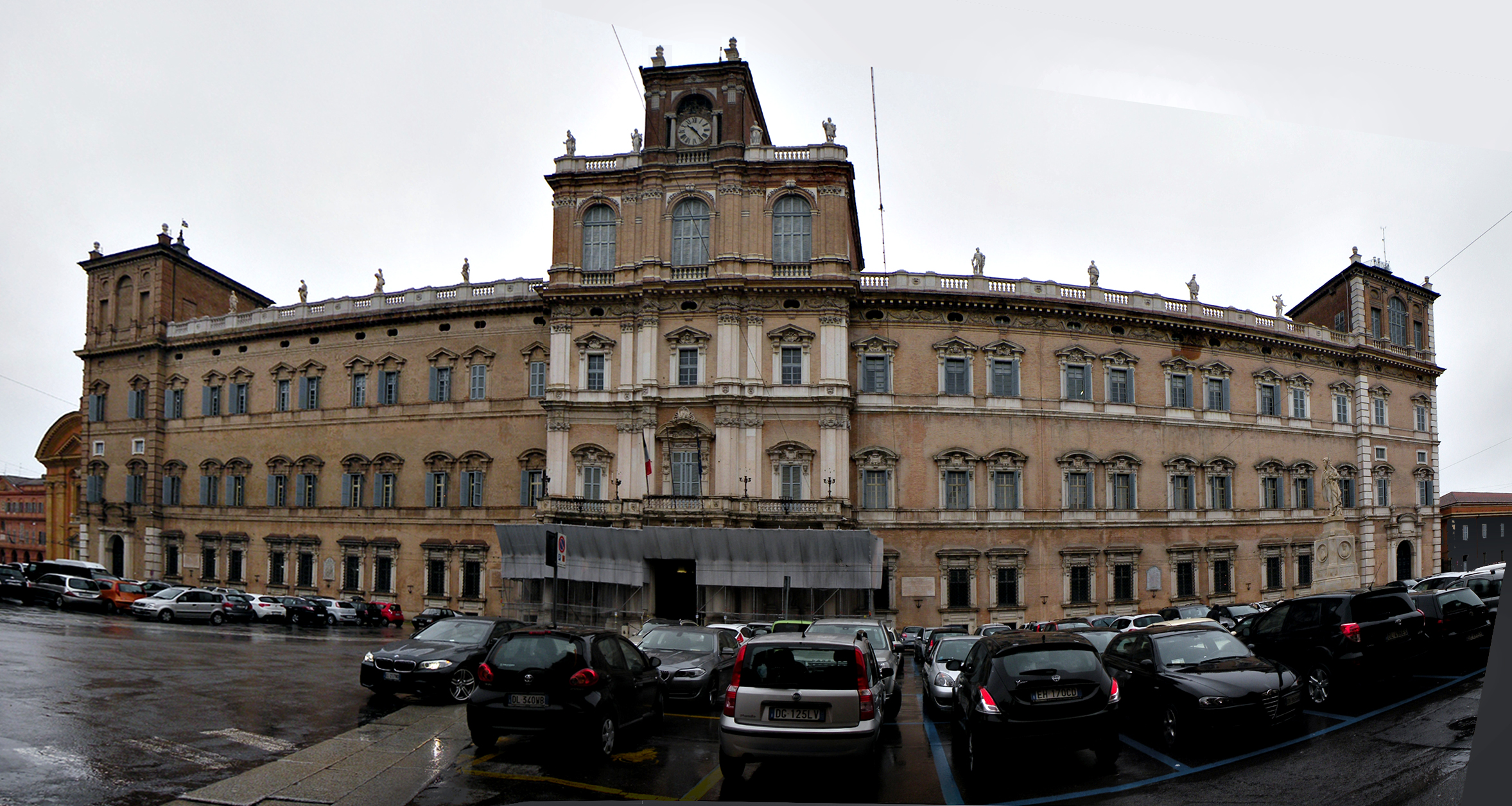
Фасад Дворца герцогов Модены
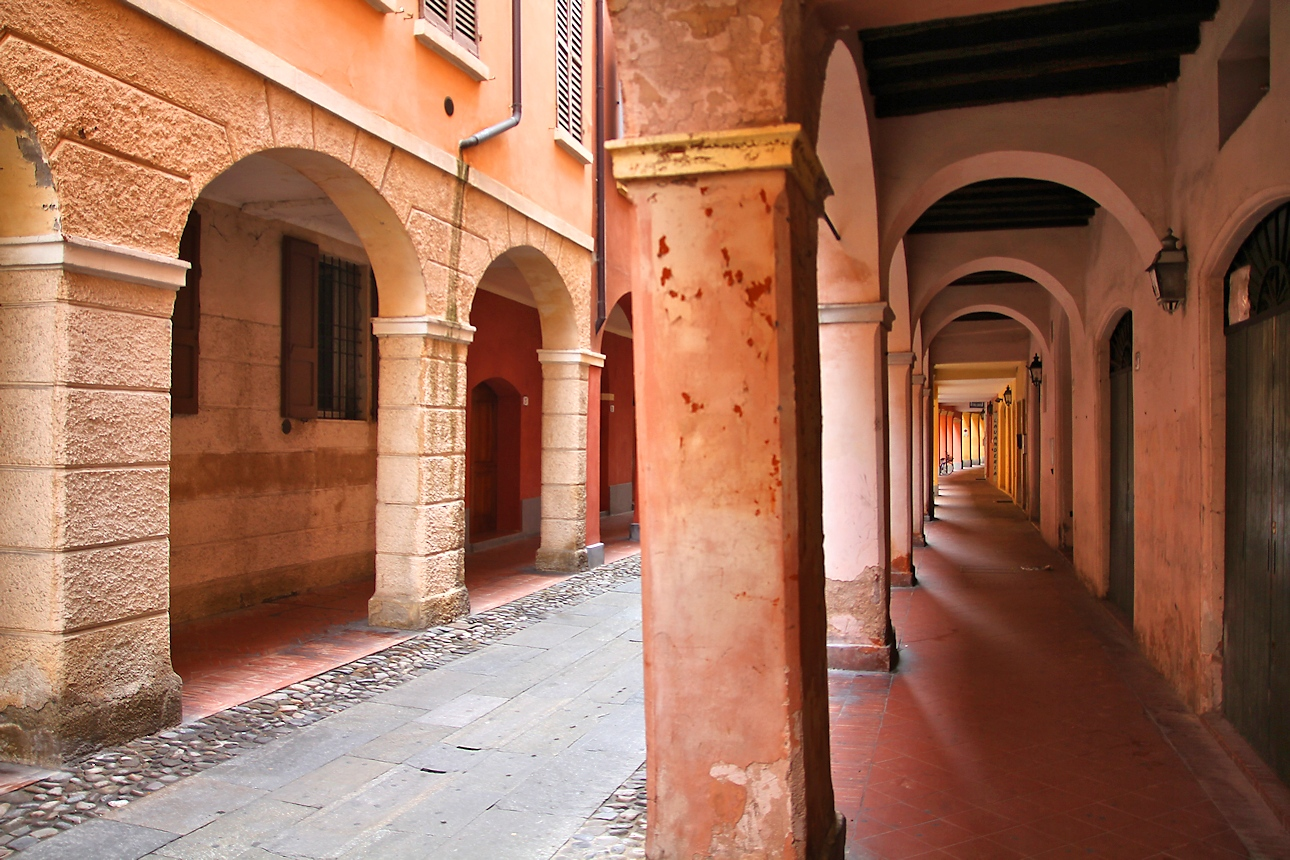
Арочные галереи Модены
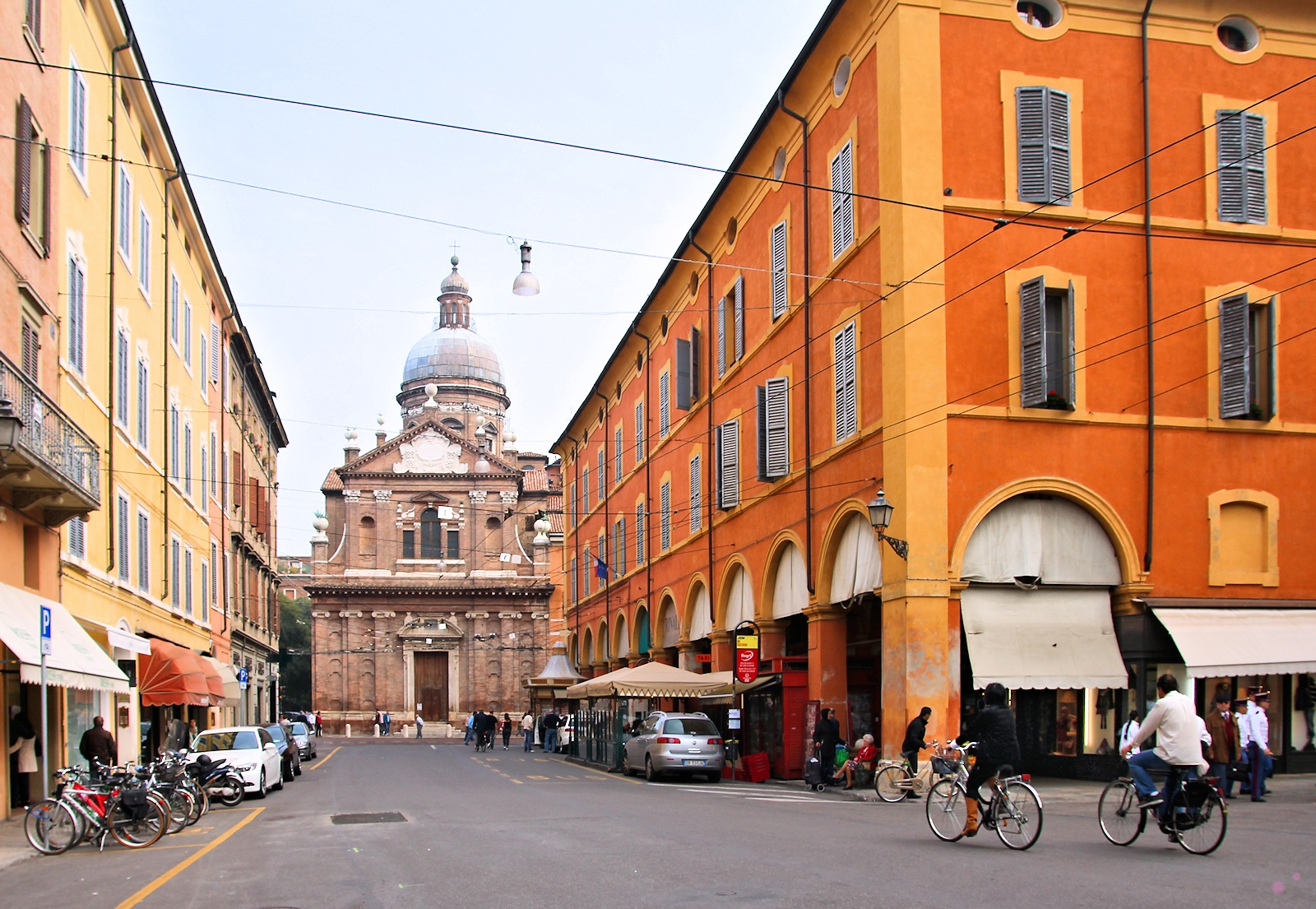
Улица Дуомо

## Известные уроженцы

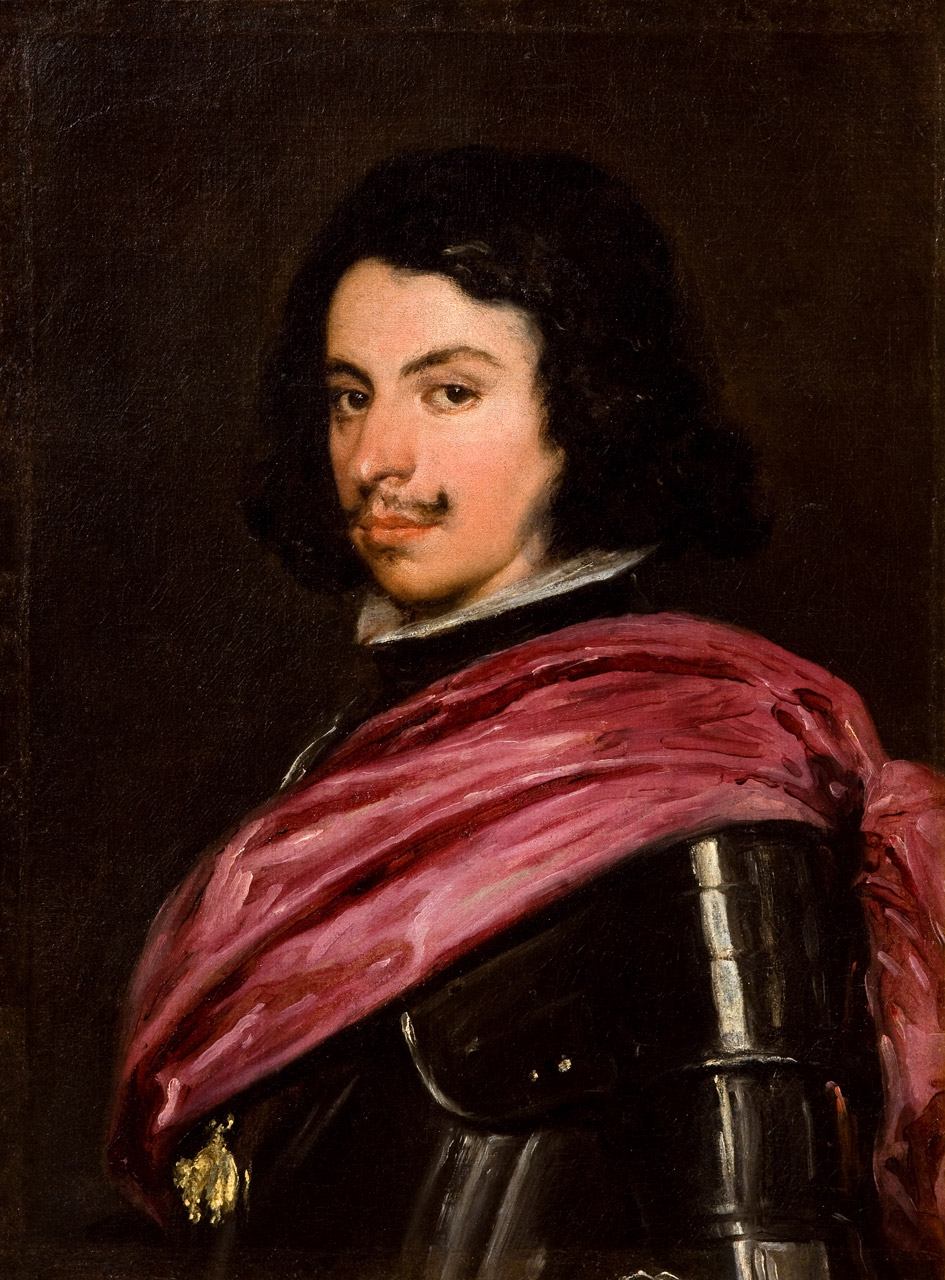
Франческо I д’Эсте

- Лучано Паваротти
- Мирелла Френи
- Франческо IV д'Эсте
- Франческо V д'Эсте
- Энцо Феррари
- Челестино Каведони
- Алессандро Тассони
- Луиджи Зини

## Города-побратимы
- Линц, Австрия
- Лондрина, Бразилия
- Нови-Сад, Сербия
- Сент-Пол, США
- Алма-Ата, Казахстан